# Čítárna německých studentů v Praze
Čítárna německých studentů v Praze, úplným názvem Čítárna a přednášková síň německých studentů v Praze (německy Lese- und Redehalle der deutschen Studenten in Prag nebo zu Prag, případně jen krátce Halle, či Lesehalle), nepřesně nazývaná jako "čtenářský spolek" byl spolek liberálních německy hovořících studentů v Praze. Spolek existoval v letech 1848–1939 a s 80 000 knihami vlastnil druhou největší městskou knihovní sbírku po univerzitní knihovně.

## Historie
Čítárna a přednášková síň německých studentů v Praze byla založena 8. listopadu 1848 na den výročí bitvy na Bílé hoře. Hlavním iniciátorem a oficiálním zakladatelem byl trutnovský politik Hieronymus Roth, jenž předtím v roce 1854 spolu s Franzem Schmeykalem založil pražský německý spolek Deutsches Kasino, v němž také zastával funkci předsedy.
První veřejné vystoupení spolku v listopadu 1848 se konalo na sjezdu německých obchodních zástupců z Čech v Chebu.
Dne 17. ledna 1849 jej Akademický senát Univerzity Karlovy oficiálně uznal jako studentský spolek. Mohli do něj vstupovat jednotliví studenti, ale také studentské spolky. V poslední čtvrtině 19. století měla Čítárna více než 1200 členů.
Čítárna sestávala z dvanáctičlenné rady (výboru) a mnoha sekcí a oddělení – literatura, divadlo, výtvarné umění, přírodní vědy, jazyky, lékařství, těsnopis. Od roku 1864 vycházela tištěná výroční zpráva.
Na svatodušní svátky roku 1873 oslavila Čítárna 25. výročí založení. Na ceremoniálu byly zastoupeny všechny pražské spolky a také četné zahraniční korporace.
S nárůstem antisemitismu na konci 19. století Čítárnu opouštělo množství členů, stejně jako další buršácké spolky, jako například Carolina, Ghibellinia a Teutonia, která přestala přijímat Židy. 13. května 1892 byla založena konkurenční Čítárna a přednášková síň německých studentů Germania (Lese- und Redeverein der deutschen Hochschüler, Germania) orientovaný výhradně na Georga von Schönerera.
V zimním semestru 1930/31 měla Čítárna 1760 členů. Ve 30. letech se dostala pod rostoucí tlak hnutí Konrada Henleina a v roce 1939 byla definitivně rozpuštěna.

## Knihovna a sídlo spolku
V roce 1850 obsahovala knihovna Čítárny přibližně 2000 svazků. V den svého založení v roce 1859 byla přejmenována na Schillerovu knihovnu a v roce 1862 na Schiller-Goethe-Bibliothek. V roce 1868 měla již 13 000 a v roce 1870 17 000 titulů. Katalog vytištěný v roce 1930 obsahuje více než 80 000 svazků.
Spolek sídlil v klubovnách, které se postupem času neustále měnily. Zpočátku se Čítárna nacházela v Hybernské ulici u Prašné brány, v roce 1849 v Karlově ulici na břehu Vltavy a v roce 1856 v Dominikánské ulici (dnes Husova). Po několika dalších provizorních místech bylo v roce 1875 pronajato deset pokojů v domě č. 20 na Ferdinandově třídě (Národní třída) a v roce 1889 se přestěhovala do domu č. 12.
V roce 1904 se spolek přestěhoval do vlastního domu v Krakovské ulici č. 14. na Novém Městě. V přízemí a prvním patře se nacházely klubovny (se zasedacím sálem, čítárnou, přednáškovým sálem, šermírnou) a nad nimi byty. Vedle byla Mensa Academica a některé studentské spolky. Kvůli vysokým nákladům na údržbu však musel být dům v roce 1912 prodán. Poté byly nalezeny nové prostory v německé studentské rezidenci Mariengasse (dnes Opletalova) č. 34.
Po zániku v roce 1939 knihovnu zachránil Josef Becker před zničením Hitlerjugend.

## Významní členové
- Friedrich Adler (1857–1938), spisovatel, překladatel a právník
- Paul Adler (1878–1946), spisovatel, novinář a překladatel
- Ernst Bareuther (1838–1905), poslanec rakouské říšské rady a českého parlamentu, právník
- Max Brod (1884–1968), spisovatel a skladatel
- Franz Janowitz (1892–1917), básník, člen literárního uskupení Café Arco
- Franz Kafka (1883–1924), spisovatel [3]
- Paul Kisch (1883–1944), novinář a literární kritik
- Paul Leppin (1878–1945) básník, spisovatel, dramatik a redaktor
- Oskar Pollak (1883–1915), historik umění
- Hieronymus Roth (1826–1897), poslanec zemského parlamentu a člen Říšské rady
- Viktor Wilhelm Russ (1840–1920), poslanec rakouské říšské rady a českého parlamentu, dopravní specialista
- Hugo Salus (1866–1929), gynekolog a spisovatel
- Ludwig Schlesinger (1838–1899), poslanec českého parlamentu, historik
- Wilhelm Fridolin Volkmann (1822–1877), filozof a vysokoškolský pedagog [4]
- Joseph Willomitzer (1849–1900), novinář a spisovatel
- Karl Hermann Wolf (1862–1941), člen českého sněmu, poslanec Říšské rady (1897), poslanec Prozatímního národního shromáždění, redaktor a spisovatel

Díky své prestiži měla Čítárna řadu čestných členů:
- Ferdinand von Arlt (1812–1887), lékař a oftalmolog
- Johannes Brahms (1833–1897), skladatel, klavírista a dirigent
- Joseph Hyrtl (1810–1894), anatom
- Horaz Krasnopolski (1842–1908), právní vědec
- Peter Rosegger (1843–1918), spisovatel
- Oskar Scheuer (1876–1941), dermatolog, studentský historik bratrstva
- Thomas Mann (1875–1955), spisovatel (čestný člen 1923)

## Publikace
- Jahresberichte, Ročenky částečně se seznamy členů (vždy dostupné online): 1862/63, 1864/65, 1865/66, 1866/67, 1867/68, 1868/69, 1869/70, 1870/71, 1871/72, 1872/73, 1876/77, 1877/78, 1878/79 und 1879/80, 1880/81, 1884/85, 1885/86, 1887, 1888, 1889, 1891, 1893, 1894, 1895, 1908 Archivováno 14. 8. 2021 na Wayback Machine.
- Bücher-Verzeichnis der Lesehalle der deutschen Studenten in Prag. Praha 1861. (Online)